# Landkreis Straubing-Bogen
Landkreis Straubing-Bogen is een Landkreis in de Duitse deelstaat Beieren. De Landkreis telt 101.745 inwoners (31 december 2020) op een oppervlakte van 1.202,24 km². Het bestuur zetelt in de stad Straubing, die als kreisfreie Stadt zelf geen deel uitmaakt van de Landkreis.

## Indeling
Straubing-Bogen is verdeeld in 37 gemeenten. Twee gemeenten hebben de status van stad, terwijl drie andere zich Markt mogen noemen. Het bestuur is gevestigd in de stad Straubing, die als kreisfreie Stadt zelf geen deel uitmaakt van de Landkreis.
Steden
1. Bogen
2. Geiselhöring

Märkte
1. Mallersdorf-Pfaffenberg
2. Mitterfels
3. Schwarzach

Overige gemeenten
1. Aholfing
2. Aiterhofen
3. Ascha
4. Atting
5. Falkenfels
6. Feldkirchen
7. Haibach
8. Haselbach
9. Hunderdorf
10. Irlbach
11. Kirchroth
12. Konzell
13. Laberweinting
14. Leiblfing
15. Loitzendorf
16. Mariaposching
17. Neukirchen
18. Niederwinkling
19. Oberschneiding
20. Parkstetten
21. Perasdorf
22. Perkam
23. Rain
24. Rattenberg
25. Rattiszell
26. Salching
27. Sankt Englmar
28. Stallwang
29. Steinach
30. Straßkirchen
31. Wiesenfelden
32. Windberg

Aichach-Friedberg · Altötting · Amberg · Amberg-Sulzbach · Ansbach (stad) · Landkreis Ansbach · Aschaffenburg (stad) · Landkreis Aschaffenburg · Augsburg (stad) · Landkreis Augsburg · Bad Kissingen · Bad Tölz-Wolfratshausen · Bamberg (stad) · Landkreis Bamberg · Bayreuth (stad) · Landkreis Bayreuth · Berchtesgadener Land · Cham · Coburg (stad) · Landkreis Coburg · Dachau · Deggendorf · Dillingen an der Donau · Dingolfing Landau · Donau-Ries · Ebersberg · Eichstätt · Erding · Erlangen · Erlangen-Höchstadt · Forchheim · Freising · Feyung-Grafenau · Fürstenfeldbruck · Fürth (stad) · Landkreis Fürth · Garmisch-Partenkirchen · Günzburg · Haßberge · Hof (stad) · Landkreis Hof · Ingolstadt · Kaufbeuren · Kelheim · Kempten im Allgäu · Kitzingen · Kronach · Kulmbach · Landsberg am Lech · Landshut (stad) · Landkreis Landshut · Lichtenfels · Lindau · Main-Spessart · Memmingen · Miesbach · Miltenberg · Mühldorf am Inn · München · Landkreis München · Neuburg-Schrobenhausen · Neumarkt in der Oberpfalz · Neurenberg · Neustadt an der Aisch-Bad Windsheim · Neustadt an der Waldnaab · Neu-Ulm · Nürnberger Land · Oberallgäu · Ostallgäu · Passau (stad) · Landkreis Passau · Pfaffenhofen an der Ilm · Regen · Regensburg (stad) · Landkreis Regensburg · Rhön-Grabfeld · Rosenheim (stad) · Landkreis Rosenheim · Roth · Rottal-Inn · Schwabach · Schwandorf · Schweinfurt (stad) · Landkreis Schweinfurt · Starnberg · Straubing · Straubing-Bogen · Tirschenreuth · Traunstein · Unterallgäu · Weiden in der Oberpfalz · Weilheim-Schongau · Weißenburg-Gunzenhausen · Wunsiedel im Fichtelgebirge · Würzburg (stad) · Landkreis Würzburg
Aholfing ·
Aiterhofen ·
Ascha ·
Atting ·
Bogen ·
Falkenfels ·
Feldkirchen ·
Geiselhöring ·
Haibach ·
Haselbach ·
Hunderdorf ·
Irlbach ·
Kirchroth ·
Konzell ·
Laberweinting ·
Leiblfing ·
Loitzendorf ·
Mallersdorf-Pfaffenberg ·
Mariaposching ·
Mitterfels ·
Neukirchen ·
Niederwinkling ·
Oberschneiding ·
Parkstetten ·
Perasdorf ·
Perkam ·
Rain ·
Rattenberg ·
Rattiszell ·
Salching ·
Sankt Englmar ·
Schwarzach ·
Stallwang ·
Steinach ·
Straßkirchen ·
Wiesenfelden ·
Windberg